# Jinka
« Bako (Éthiopie du Sud) » redirige ici. Pour les autres significations, voir Bako (Éthiopie), Bako et Baco.
Jinka, parfois appelée Bako, est une ville et un woreda du sud de l'Éthiopie. Elle a 20 267 hab. en 2007 et fait partie de la zone Debub Omo de la région des nations, nationalités et peuples du Sud jusqu'au transfert de cette zone dans la région Éthiopie du Sud en 2023. Elle est depuis lors le chef-lieu de la zone Ari.

## Noms
Jinka est également connue sous le nom de Bako, que l'on retrouve dans le nom de l'ancien woreda Bako Gazer et sous la forme « Baco » dans le nom de son aéroport, et peut-être aussi sous la forme « Boko » dans le nom du nouveau woreda Boko Dawula[réf. souhaitée].

## Situation
Jinka se situe vers 1 400 m d'altitude, près de 570 km au sud-ouest d'Addis-Abeba,.
Elle se trouve à proximité du parc national de Mago et possède un aéroport : l'aéroport de Baco.

## Statut
Ancienne capitale administrative de l'awraja Geleb et Hamerbako de la province de Gamu-Gofa au XXe siècle, Jinka est le chef-lieu de la zone Debub Omo de la région des nations, nationalités et peuples du Sud de 1995 à 2023 puis le chef-lieu de la zone Ari de la région Éthiopie du Sud.
Dans la zone Debub Omo, elle est successivement le chef-lieu du woreda Bako Gazer puis du woreda Debub Ari avant d'obtenir elle-même le statut de woreda à la fin des années 2010 ou au début des années 2020[réf. souhaitée].
Jinka est désormais un district urbain de près de 9 km2 enclavé entre Debub Ari et Boko Dawula,.

## Population
Recensée dans la zone Debub Omo en tant que chef-lieu du woreda Debub Ari, Jinka compte 20 267 habitants en 2007. La ville s'appelait Jinka ou Bako dans les recensements précédents :
| 1984       | 1994        | 2007        |
| ---------- | ----------- | ----------- |
| 4 480 hab. | 12 407 hab. | 20 267 hab. |

En 2022, sa population est estimée à 54 400 habitants.